# Billy Murray (cantor)
William Thomas "Billy" Murray (25 de maio de 1877 - 17 de agosto de 1954), foi um dos cantores mais populares dos Estados Unidos do século XIX e XX. Ele era principalmente conhecido por seu trabalho prolífico no estúdio de gravação.

## Carreira
Nascido de pais irlandeses, ele se juntou a um grupo de vaudeville em 1893. Ele também se apresentou em shows de menestréis no início de sua carreira. Em 1897, Murray fez suas primeiras gravações para Peter Bacigalupi, dono de uma companhia fonográfica em São Francisco. Em 1903, ele começou a gravar regularmente em Nova York e na região de Nova Jersey, onde se concentravam as principais gravadoras dos Estados Unidos e a indústria musical de Tin Pan Alley. Apelidado de “o Rouxinol de Denver”, Murray tem uma poderosa voz de tenor. Ele canta com Ada Jones, Aileen Stanley e o American Quartet. Ele também foi o líder do American Quartet.
Murray fez suas últimas gravações para a Beacon Records em 11 de fevereiro de 1943 com o comediante Monroe Silver. Ele morreu de ataque cardíaco em 1954, aos 77 anos, em Jones Beach Island.

## Discografia
- "Ain't It Funny What a Difference Just a Few Hours Make"
- "Alexander's Ragtime Band"
- "Always Leave Them Laughing When You Say Goodbye"
- "Any Little Girl, That's a Nice Little Girl, is the Right Little Girl For Me"
- "At the Moving Picture Ball"
- "Be My Little Baby Bumble Bee" com Ada Jones
- "Because I'm Married Now"
- "Blue Feather" com Ada Jones
- "Bon Bon Buddy"
- "By The Light of The Silvery Moon"
- "Charley, My Boy"
- "Cheyenne"
- "Clap Hands! Here Comes Charley!"
- "College Life"
- "Come Josephine in My Flying Machine" com Ada Jones
- "Cordelia Malone"
- "Cuddle up a Little Closer, Lovey Mine" com Ada Jones
- "Daddy, Come Home"
- "Dear Sing Sing"
- "Dixie" com Frank Stanley, Ada Jones
- "Don't Bring Lulu"
- "Everybody Works But Father"
- "Forty-five Minutes from Broadway"
- "Gasoline Gus"
- "Give My Regards to Broadway"
- "Harrigan"
- "He'd Have to Get Under — Get Out and Get Under (to Fix Up His Automobile)"
- "He Goes to Church on Sunday"
- "He May Be Old, But He's Got Young Ideas"
- "Hello, Hawaii, How Are You?"
- "I'm Afraid to Come Home in the Dark"
- "In My Merry Oldsmobile"
- "In the Good Old Summer Time"
- "In the Land of the Buffalo"
- "In the Shade of the Old Apple Tree"
- "It's a Long Way to Tipperary"
- "It's the Same Old Shillelagh"
- "It Takes the Irish to Beat the Dutch"
- "I've Been Floating Down the Old Green River"
- "I've Got My Captain Working for Me Now"
- "I've Got Rings On My Fingers"
- "I Want to Go Back to Michigan"
- "I Wonder Who's Kissing Her Now"
- "K-K-K-Katy"
- "Oh! By Jingo"
- "Oh, You Beautiful Doll"
- "On Moonlight Bay"
- "On the 5:15"
- "On the Old Fall River Line" de 1913
- "Over There"
- "Play a Simple Melody" com Elsie Baker
- "Pretty Baby"
- "Pride of the Prairie"
- "School Days" com Ada Jones
- "Shine On, Harvest Moon" com Ada Jones
- "Some Sunday Morning" com Ada Jones
- "Tessie"
- "Tipperary"
- "Under the Anheuser Bush"
- "When We Were Two Little Boys"
- "The Worst Is Yet to Come"
- "The Yankee Doodle Boy"
- "You'd Be Surprised"
- "The Grand Old Rag (Flag)"